# Soul Men (album)
Soul Men' is het derde album uit 1967 van het Amerikaanse Soul-duo Sam & Dave. De grootste hit van het album was de door Isaac Hayes en David Porter geschreven Soul Man. Met dit nummer wonnen Sam & Dave in 1967 een Grammy Award voor Beste R&B Groep, Zang of Instrumentaal.

## Tracks

### Voorzijde
1. "Soul Man" (Isaac Hayes, David Porter) - 2:36
2. "May I Baby" (Hayes, Porter) - 2:38
3. "Broke Down Piece of Man" (Steve Cropper, Joe Shamwell) - 2:46
4. "Let It Be Me" (Gilbert Bécaud, Mann Curtis, Pierre Delanoé) - 2:45
5. "Hold It Baby" (Mack Rice) - 2:35
6. "I'm With You" (Lowman Pauling) - 2:50

### Achterzijde
1. "Don't Knock It" (Hayes, Porter) - 2:28
2. "Just Keep Holding On" (Alvertis Isbell, Booker T. Jones) - 2:52
3. "The Good Runs the Bad Away" (Wayne Jackson, Andrew Love) - 2:15
4. "Rich Kind of Poverty" (Hayes, Paul Selph) - 2:13
5. "I've Seen What Loneliness Can Do" (Homer Banks, Allen Jones) - 2:58

## Artiesten
- Sam Moore – zang
- Dave Prater – zang
- Booker T. & the M.G.'s en de Mar-Key Horns:
  - Booker T. Jones – keyboard
  - Steve Cropper – gitaar
  - Donald Dunn – basgitaar
  - Al Jackson, Jr. – drums
  - Charles "Packy" Axton – tenor saxofoon
  - Don Nix – saxophone
  - Wayne Jackson – trombone, trompet
  - Isaac Hayes – orgel